# ГАЗ-63

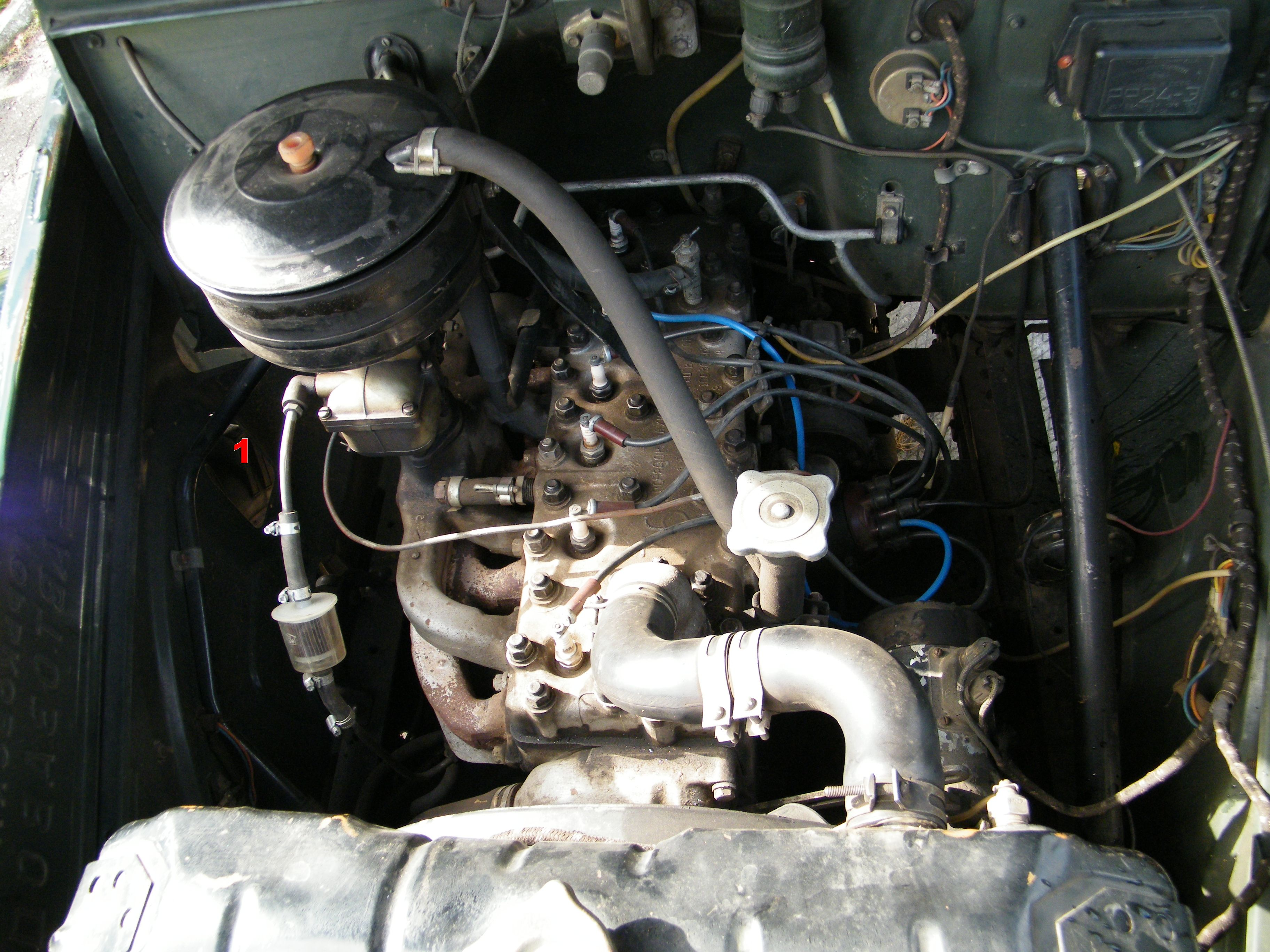
Двигатель ГАЗ-63
Цифрой 1 обозначено место установки предпускового подогревателя

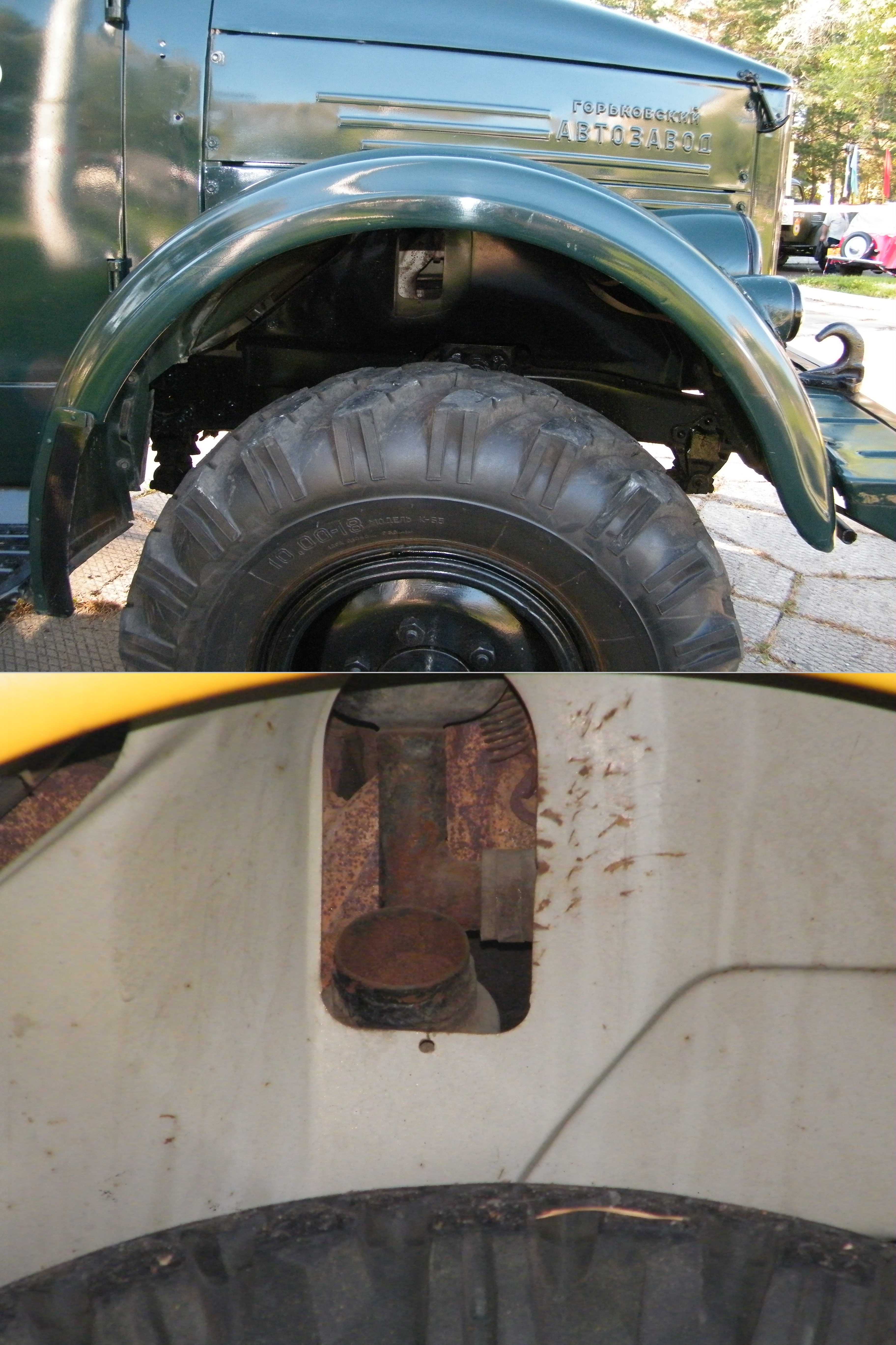
Вверху — место установки котла предпускового подогрева на ГАЗ-63.
Внизу — на автобусе повышенной проходимости КаВЗ-663 котёл сохранился

ГАЗ-63 — советский среднетоннажный грузовой автомобиль повышенной проходимости с колёсной формулой 4 × 4, грузоподъёмностью две тонны. Годы производства: с апреля 1948 по январь 1969.

## История
Проектирование ГАЗ-63 началось в апреле 1938 года. В конце следующего года появились несколько опытных образцов с задними двускатными колёсами, а в конце 1943 года — с односкатными. В окончательном варианте модель была максимально унифицирована с ГАЗ-51, от которого отличалась в основном передним отключаемым ведущим мостом и 2-ступенчатой раздаточной коробкой. Это был первый советский автомобиль со всеми односкатными ведущими 18-дюймовыми колёсами и одинаковыми передней и задней колеями. Выпуск ГАЗ-63 начался осенью 1948 года. Вскоре было налажено производство модификации ГАЗ-63А с лебёдкой, развивающей тяговое усилие 4,5 тс., а также седельного тягача ГАЗ-63Д. Производство автомобилей серии ГАЗ-63 продолжалось до 1968 года.
На базе агрегатов ГАЗ-63 выпускался бронетранспортёр БТР-40 (ГАЗ-40).

## Особенности конструкции
Автомобиль имел рамную конструкцию, полный привод с отключаемым передним мостом (два карданных вала к ведущим мостам и промежуточный между коробкой передач и раздаточной коробкой), короткие свесы и односкатные колёса без системы централизованной подкачки шин .
Автомобильные шины размером 280—457 мм позволяли при движении по снежной целине или заболоченной местности кратковременно снижать давление до 0,7 кг/см2. При этом скорость движения автомобиля не должна была превышать 10 км/ч. Ресурс шин при такой езде не превышал 150 км (при эксплуатации с нормальным давлением 2,8 кг/см2 гарантийный пробег шин составляет 10 тыс. км). Поскольку в конструкции автомобиля отсутствовал компрессор, для подкачки шин в полевых условиях применялось устройство, вворачиваемое вместо одной из штатных свечей зажигания: двигатель запускался и работал на пяти цилиндрах, а шестой использовался как импровизированный воздушный насос. Впускной воздушный клапан устройства обладал значительно меньшим сопротивлением, нежели штатные впускной коллектор и карбюратор с инерционно-масляным воздухоочистителем, поэтому в цилиндр, используемый как насос, поступала не бензиновоздушная смесь, а чистый воздух..

## Модификации
- ГАЗ-63У — ГАЗ-63 в экспортном исполнении
- ГАЗ-63Ю — ГАЗ-63 в экспортном исполнении для тропических стран
- ГАЗ-63Э — ГАЗ-63 с экранированным электрооборудованием.
  - ГАЗ-63ЭУ — ГАЗ-63Э в экспортном исполнении.
  - ГАЗ-63ЭЮ — ГАЗ-63Э в экспортном исполнении для тропических стран
- ГАЗ-63Е — шасси для автобуса.
  - ГАЗ-63ЕУ — ГАЗ-63Е в экспортном исполнении
  - ГАЗ-63ЕЮ — ГАЗ-63Е в экспортном исполнении для тропических стран
- ГАЗ-63П — седельный тягач
  - ГАЗ-63ПУ — ГАЗ-63П в экспортном исполнении
- ГАЗ-63Д — седельный тягач для саморазгружающегося полуприцепа.
- ГАЗ-63А — ГАЗ-63, оборудованный лебёдкой
  - ГАЗ-63АЭ — ГАЗ-63А с экранированным электрооборудованием
  - ГАЗ-63АУ — ГАЗ-63А в экспортном исполнении
  - ГАЗ-63АЮ — ГАЗ-63А в экспортном исполнении для тропических стран[9]
- БТР-40 (ГАЗ-40) — бронетранспортёр на базе ГАЗ-63